# 1008 TCN
1008 TCN là một năm trong lịch La Mã.